# 파티-살람 모형
양자장론에서 파티 살람 모형(Pati–Salam model)은 렙톤을 제4의 쿼크 색으로 간주하는 대통일 이론의 하나다. 대칭군은 SU(4)×SU(2)×SU(2). 파키스탄의 압두스 살람과 미국의 조게시 파티(Jogesh C. Pati)가 1974년에 도입하였다.
표준 모형에서는 쿼크와 렙톤이 (색을 무시하면) 각각 1대1로 대응된다. 이에 따라, 표준 모형의 3색 말고 렙톤이 제4의 색을 이룬다고 간주할 수 있다. (대개 이 제4의 색은 보라색 또는 라일락으로 부른다.)
조게시 파티 모형에서는 다른 대통일 이론과 달리 양성자 붕괴가 일어나지 않는다. 또한 자기 홀극을 포함하도록 간단히 확장할 수 있다.
조자이 글래쇼 모형과 같이, SO(10)이론에 포함시킬 수 있다. 즉 높은 에너지 눈금에서 SO(10)이 SU(4)×SU(2)×SU(2) (또는 다른 대통일군)으로 깨지고, 대통일 눈금에서 다시 표준 모형의 SU(3)×SU(2)×U(1)로 깨진다.

## 참고 문헌
- J. Pati and A. Salam, Phys. Rev. D10 (1974), 275. Lepton number as the fourth "color"[깨진 링크(과거 내용 찾기)]
- Scholarpedia의 Pati-Salam model 기사
- Proton decay, annihilation or fusion? by Wu, Dan-Di; Li, Tie-Zhong , Zeitschrift für Physik C Particles and Fields, Volume 27, Issue 2, pp.321-323 preview[깨진 링크(과거 내용 찾기)]
- The Algebra of Grand Unified Theories
- the Pati-Salam model
- Graham G. Ross, Grand Unified Theories, Benjamin/Cummings, 1985, ISBN 0-8053-6968-6
- Anthony Zee, Quantum Field Theory in a Nutshell, Princeton U. Press, Princeton, 2003, ISBN 0-691-01019-6